# ОШ „Вожд Карађорђе” Сурчин
Основна школа „Вожд Карађорђе“ једна је од основних школа у општини Сурчин, граду Београду. Налази се у насељу Јаково, у Бољевачкој улици 2. Име је добила по Карађорђу Петровићу, вођи Првог српског устанка и родоначелнику династије Карађорђевића.
Школа је основана 1786. године на простору војне границе Аустроугарска монархије. У непосредној близини школе налази се средњовековни манастир Фенек, где је Вожд Карађорђе боравио након Првог српског устанка. Стари део школске зграде сазидан је 1954. године, а нови дорађен 1991. године. Данас школу похађа више од 500 ученика, који су распоређени у 23 одељења, а настава се одвија у две смене. Школа поседује 6 класичних учионица, 13 кабинета, фискултурну салу и неколико специјализованих учионица.
Као дан школе прославља се 24. мај, а у данашњој згради школа постоји од 1963. године и од тада носи име вође Првог српског устанка.